# Большая Шабанка
Большая Шабанка — деревня в Малмыжском районе Кировской области. Входит в состав Каксинвайского сельского поселения.

## История
Деревня основана в середине XVIII века переселенцами из Старой Омги.
В течение некоторого времени деревня была центром Большешабанской волости Малмыжского уезда.

## География
Деревня расположена в 27 км от районного центра, в 11 км от центра сельского поселения. 
Деревня расположена на реке Большая Шабанка.

## Население
| 2010 |
| ---- |
| 126  |